# 羊祉
羊 祉（よう し、458年 - 516年）は、北魏の官僚・軍人。字は霊祐。本貫は泰山郡梁父県。

## 経歴
父の羊規之は南朝宋の任城県令で、北魏の太武帝が南征して鄒山に入ったとき、宋の魯郡太守の崔邪利やその属県の徐通・愛猛之らとともに降伏して、鉅平子の爵位を受け、雁門郡太守に任じられた。
羊祉は刑名学を好み、司空令輔国長史となって、鉅平子の爵位を嗣いだ。官の資産を横領して、私的に邸宅を建設したため、御史に取り調べられて死罪に相当すると宣告されたが、孝文帝により遠隔地への徙刑に減刑された。後に洛陽に帰還した。500年（景明元年）、将作都将となり、左軍将軍の号を加えられた。503年（景明4年）、持節・梁州軍司となり、行梁州事の楊椿とともに楊会の反乱を討った。505年（正始2年）、魏軍が蜀を攻撃すると、羊祉は仮節・龍驤将軍・益州刺史となり、剣閣に進出したが、撤退した。龍驤将軍のまま秦梁二州刺史となり、征虜将軍の号を加えられた。羊祉の統治は残忍で、汚職にまみれたものであった。羊祉は人を掠って奴婢に落としていたため、御史中尉の王顕の弾劾を受けて免官された。514年（延昌3年）、高肇が南征の軍を起こすと、羊祉は光禄大夫・仮平南将軍として再び起用され、持節として3万の兵を率いて涪城に向かった。515年（延昌4年）、目的地に着かないうちに宣武帝が死去したため、軍を返した。羊祉は夜間に行軍して道に迷い、その責任を隊副の楊明達に押しつけて斬り、その首級を路側にさらした。御史中尉の元昭の弾劾を受けたが、赦免された。516年（熙平元年）、平北将軍の号を加えられた。2月12日、洛陽の徽文里の家で死去した。享年は59。安東将軍・兗州刺史の位を追贈された。諡は景といった。

## 妻子

### 妻
- 崔神妃（460年 - 525年、崔平仲の娘）

### 男子
- 羊燮
- 羊深（字は文淵）
- 羊黙
- 羊和（字は文憘）
- 羊倹
- 羊侃（字は祖忻）
- 羊允
- 羊忱（字は文稚）

### 女子
- 羊顕姿（早逝）
- 羊景姿（鄭松年の妻）
- 羊華姿
- 羊淑姿

## 伝記資料
- 『魏書』巻89 列伝第77
- 『北史』巻39 列伝第27
- 魏故鎮軍将軍兗州刺史羊公墓誌銘（羊祉墓誌）
- 魏故鎮軍将軍兗州刺史羊使君夫人崔氏墓誌銘（崔神妃墓誌）